# Groupe ouvrier (France)
Pour les articles homonymes, voir Groupe ouvrier.
Le groupe des députés ouvriers socialistes, également appelé groupe ouvrier ou groupe ouvrier socialiste, renommé en 1887 groupe des députés républicains socialistes (surnommé « groupe socialiste »), est un groupe parlementaire socialiste à la Chambre des députés de la Troisième République française.

## Histoire
Pendant la troisième législature (1881-1885), Clovis Hugues était le seul député considéré comme socialiste. Lors des élections législatives de 1885, plusieurs autres socialistes sont élus, le plus souvent sur des listes radicales. Il s'agit de socialistes indépendants car ils n'appartiennent pas aux principales formations socialistes alors constituées (Parti ouvrier français de Jules Guesde, Fédération des travailleurs socialistes de France de Paul Brousse, Comité révolutionnaire central d’Édouard Vaillant).
À l'initiative d'Antide Boyer, ces socialistes indépendants, rejoints par des radicaux-socialistes très avancés, décident de former un groupe parlementaire distinct de celui de l'Extrême-Gauche (radicaux-socialistes). Annoncé dès la fin de l'année 1885, le groupe ouvrier socialiste se constitue en janvier 1886.
Daté du 12 mars et signé par sept députés (Basly, Boyer, Camélinat, Brialou, Hugues, Planteau et Prudhon), le manifeste du Groupe des députés ouvriers socialistes est publié dans Le Cri du peuple. Ce texte expose les objectifs de ces parlementaires : déterminés à « défendre par tous les moyens légitimes les intérêts matériels et moraux des opprimés du salariat », ils réclament notamment « une législation nationale et internationale du travail » ainsi que « la garantie sociale contre les chômages, la maladies, les accidents et la vieillesse ». Boyer est le secrétaire du groupe. Il s'agit cependant plus d'un programme intransigeant que socialiste, ces réformes sociales n'étant qu'à la fin du texte et les considérations politiques ayant la priorité.
À la fin de la législature, le groupe, refondé en décembre 1887 sous le nom de « groupe des députés républicains socialistes », est divisé par le boulangisme,,. Le groupe ouvrier qui se reforme après les élections législatives de 1889 exclue aussi bien les boulangistes que les « cadettistes ».
Renommé Union socialiste en 1893, le groupe rassemble alors les députés de toutes les tendances du socialisme français, des « révolutionnaires » (POF, CRC) aux « réformistes » (FTSF, POSR et indépendants). Toutefois, les députés allemanistes forment leur propre groupe « socialiste révolutionnaire » à partir de décembre 1894.
Le groupe est reformé en 1898 mais il connait une première crise en juin 1899 avec le départ des révolutionnaires, opposés à la nomination d'Alexandre Millerand (SI) dans le nouveau gouvernement Waldeck-Rousseau au côté du général Galliffet, ancien « bourreau de la Commune » . Ils forment un éphémère groupe Socialiste révolutionnaire composé des 26 députés. Toutefois, l'ensemble des députés socialistes se réunissent à nouveau dans le groupe parlementaire du Parti socialiste en décembre 1899, à la suite du congrès général des organisations socialistes françaises qui autorise le principe d'une participation gouvernementale en cas de « circonstances exceptionnelles ».
Dans la poursuite d'une unification des socialistes français, les différentes tendances fusionnent en 1902 dans deux partis : le Parti socialiste de France pour les révolutionnaires autour de Jules Guesde et le Parti socialiste français pour les réformistes autour de Jean Jaurès.
À la suite des élections législatives de 1902, révolutionnaires et réformistes ne s'entendent pas sur la position à tenir envers le gouvernement Combes. Alors que Jaurès et le PSF apportent un soutien partiel au Bloc des gauches, les députés du PSdF refusent toute participation à un « gouvernement bourgeois ». A l'ouverture de la législature, le groupe socialiste se scinde en deux avec les formations d'un nouveau groupe Socialiste révolutionnaire et du groupe Socialiste parlementaire.
Cependant, la plupart des députés socialistes se retrouveront en 1905 à la suite de la création de la Section française de l'Internationale ouvrière et la formation du groupe Socialiste unifié. Une quinzaine de députés socialistes indépendants comme Alexandre Millerand ou Aristide Briand, opposés à cette fusion maintiendront le groupe Socialiste parlementaire, base du futur Parti républicain-socialiste.

## Composition
| Législature | Année | Nom                                      | Abréviation | Nombre de députés | Évolution     | %    |
| ----------- | ----- | ---------------------------------------- | ----------- | ----------------- | ------------- | ---- |
| IVe         | 1886  | Députés ouvriers socialistes             | OS          | 8 / 584           | Nv.           | 1,37 |
| IVe         | 1887  | Députés républicains socialistes         | RS          | 23 / 584          | 15            | 3,94 |
| Ve          | 1889  | Ouvrier                                  | O           | 14 / 573          | 9             | 1,57 |
| VIe         | 1893  | Union socialiste                         | US          | 40 / 581          | 26            | 6,88 |
| VIIe        | 1898  | Union socialiste                         | US          | 37 / 620          | 3             | 5,97 |
| VIIe        | 1899  | Groupe parlementaire du Parti socialiste | PS          | 37 / 620          | en stagnation | 5,97 |

### IVelégislature (1885-1889)
| Circonscription                                                                    | Circonscription  | Nom                  | Parti | Parti          | Élection | Groupe précédent             |
| ---------------------------------------------------------------------------------- | ---------------- | -------------------- | ----- | -------------- | -------- | ---------------------------- |
| Députés fondateurs du groupe Ouvrier socialiste (OS) créé le 22 janvier 1886       |                  |                      |       |                |          |                              |
| Bouches-du-Rhône                                                                   | Bouches-du-Rhône | Clovis Hugues        |       | FTSF puis rév. | 1881     | Extrême gauche               |
| Bouches-du-Rhône                                                                   | Bouches-du-Rhône | Antide Boyer         |       | PO             | 1885     | Extrême gauche               |
| Gard                                                                               | Gard             | Numa Gilly           |       | SI             | 1885     | Extrême gauche               |
| Saône-et-Loire                                                                     | Saône-et-Loire   | Hippolyte Prudhon    |       | Rad-soc.       | 1885     | Extrême gauche               |
| Seine                                                                              | Seine            | Émile Basly          |       | SI             | 1885     | Extrême gauche               |
| Seine                                                                              | Seine            | Georges Brialou      |       | Rad-soc.       | 1883     | Extrême gauche               |
| Seine                                                                              | Seine            | Zéphirin Camélinat   |       | SI             | 1885     | Extrême gauche               |
| Haute-Vienne                                                                       | Haute-Vienne     | François Planteau    |       | FTSF puis rév. | 1885     | Extrême gauche               |
| Députés ayant rejoint le groupe Républicain socialiste (RS) créé en décembre 1887, |                  |                      |       |                |          |                              |
| Aude                                                                               | Aude             | Ernest Ferroul       |       | PO             | 1888     |                              |
| Aude                                                                               | Aude             | Ferdinand Théron     |       | Rad-soc.       | 1885     | Extrême gauche jusqu'en 1887 |
| Aude                                                                               | Aude             | Émile Wickersheimer  |       | Rad-soc.       | 1885     | Extrême gauche jusqu'en 1887 |
| Bouches-du-Rhône                                                                   | Bouches-du-Rhône | Félix Pyat           |       | CRC            | 1888     | (Décédé le 3 août 1889.)     |
| Corse                                                                              | Corse            | Paul Susini          |       | Soc. rév.      | 1885     | Extrême gauche jusqu'en 1887 |
| Haute-Garonne                                                                      | Haute-Garonne    | Louis Calvinhac      |       | SI             | 1887     | Extrême gauche jusqu'en 1887 |
| Loire-Atlantique                                                                   | Loire-Atlantique | Charles-Ange Laisant |       | Rad. rév.      | 1876     | Extrême gauche jusqu'en 1887 |
| Loire                                                                              | Loire            | Francis Laur         |       | Soc. rév.      | 1885     | Extrême gauche jusqu'en 1887 |
| Haute-Loire                                                                        | Haute-Loire      | Amédée Saint-Ferréol |       | Rad-soc.       | 1885     | Extrême gauche jusqu'en 1887 |
| Saône-et-Loire                                                                     | Saône-et-Loire   | Julien Simyan        |       | Rad-soc.       | 1885     | Extrême gauche jusqu'en 1887 |
| Seine                                                                              | Seine            | Henri Michelin       |       | Rad. rév.      | 1885     | Extrême gauche jusqu'en 1887 |
| Seine                                                                              | Seine            | Alexandre Millerand  |       | SI             | 1885     | Extrême gauche jusqu'en 1887 |
| Var                                                                                | Var              | Augustin Daumas      |       | Rad-soc.       | 1871     | Extrême gauche jusqu'en 1887 |
| Vaucluse                                                                           | Vaucluse         | Georges Laguerre     |       | Soc. rév.      | 1883     | Extrême gauche jusqu'en 1887 |
| Guyane                                                                             | Guyane           | Gustave Franconie    |       | SI             | 1879     | Extrême gauche jusqu'en 1887 |

### Velégislature (1889-1893)
| Circonscription                                                  | Circonscription     | Nom                    | Parti | Parti          | Notes                                                 |
| ---------------------------------------------------------------- | ------------------- | ---------------------- | ----- | -------------- | ----------------------------------------------------- |
| Députés membres du groupe Ouvrier (O) durant la législature      |                     |                        |       |                |                                                       |
| Allier                                                           | Allier              | Christophe Thivrier    |       | PO puis CRC    |                                                       |
| Aude                                                             | Aude                | Ernest Ferroul         |       | PO             |                                                       |
| Bouches-du-Rhône                                                 | Bouches-du-Rhône    | Antide Boyer           |       | PO             |                                                       |
| Cher                                                             | Cher                | Eugène Baudin          |       | CRC            |                                                       |
| Haute-Garonne                                                    | Haute-Garonne       | Louis Calvinhac        |       | SI             |                                                       |
| Loire                                                            | Loire               | Émile Girodet          |       | SI             |                                                       |
| Nord                                                             | Nord                | Paul Lafargue          |       | PO             | Élu le 25 octobre 1891                                |
| Pas-de-Calais                                                    | Pas-de-Calais       | Émile Basly            |       | SI             | Élu le 22 février 1891                                |
| Pas-de-Calais                                                    | Pas-de-Calais       | Arthur Lamendin        |       | PO             | Élu le 6 mars 1892                                    |
| Pyrénées-Orientales                                              | Pyrénées-Orientales | Ferdinand Théron       |       | Rad-soc.       |                                                       |
| Rhône                                                            | Rhône               | Félix Lachize          |       | PO             |                                                       |
| Rhône                                                            | Rhône               | Valentin Couturier     |       | PO             |                                                       |
| Seine                                                            | Seine               | Jean-Baptiste Dumay    |       | FTSF puis POSR |                                                       |
| Seine                                                            | Seine               | Henri-Blaise Chassaing |       | Rad-soc.       |                                                       |
| Seine                                                            | Seine               | Abel Hovelacque        |       | SI             |                                                       |
| Guyane                                                           | Guyane              | Gustave Franconie      |       | SI             |                                                       |
| Députés socialistes non membres du groupe                        |                     |                        |       |                |                                                       |
| Seine                                                            | Seine               | Alexandre Millerand    |       | SI             | Membre du groupe Extrême gauche durant la législature |
| Seine                                                            | Seine               | Jules Joffrin          |       | FTSF           | Décédé le 15 septembre 1890                           |
| Seine                                                            | Seine               | Aimé Lavy              |       | FTSF           | Élu le 1er décembre 1890                              |
| Députés socialistes révisionnistes membres du groupe Boulangiste |                     |                        |       |                |                                                       |
| Gironde                                                          | Gironde             | Antoine Jourde         |       | Soc. rév.      |                                                       |
| Seine                                                            | Seine               | Ernest Granger         |       | CCSR           |                                                       |
| Seine                                                            | Seine               | Ernest Roche           |       | CCSR           |                                                       |
| Seine                                                            | Seine               | Georges Laguerre       |       | Soc. rév.      |                                                       |
| Seine                                                            | Seine               | Francis Laur           |       | Soc. rév.      |                                                       |
| Seine                                                            | Seine               | Émile Goussot          |       | Soc. rév.      |                                                       |
| Seine                                                            | Seine               | Paulin-Méry            |       | Soc. rév.      |                                                       |
| Seine                                                            | Seine               | Pierre Richard         |       | Soc. rév.      |                                                       |
| Var                                                              | Var                 | Gustave Paul Cluseret  |       | Soc. rév.      |                                                       |

### VIelégislature (1893-1898)
| Circonscription                                              | Circonscription  | Nom                    | Parti | Parti         | Notes                          |
| ------------------------------------------------------------ | ---------------- | ---------------------- | ----- | ------------- | ------------------------------ |
| Députés membres du groupe Union socialiste (US)              |                  |                        |       |               |                                |
| Allier                                                       | Allier           | Christophe Thivrier    |       | CRC           | Décédé le 8 août 1895          |
| Allier                                                       | Allier           | Charles Sauvanet       |       | POF           |                                |
| Bouches-du-Rhône                                             | Bouches-du-Rhône | Antide Boyer           |       | POF           |                                |
| Bouches-du-Rhône                                             | Bouches-du-Rhône | Maximilien Carnaud     |       | POF           | Élu le 4 mars 1894             |
| Cher                                                         | Cher             | Eugène Baudin          |       | CRC           |                                |
| Côte-d'Or                                                    | Côte-d'Or        | Pierre Armand Vaux     |       | POF           |                                |
| Creuse                                                       | Creuse           | Antonin Desfarges      |       | SI            |                                |
| Dordogne                                                     | Dordogne         | Raymond Gendre         |       | Rad-soc.      |                                |
| Haute-Garonne                                                | Haute-Garonne    | Louis Calvinhac        |       | SI            |                                |
| Gers                                                         | Gers             | Thierry Cazes          |       | Rad-soc.      |                                |
| Gironde                                                      | Gironde          | Antoine Jourde         |       | POF           |                                |
| Hérault                                                      | Hérault          | Jacques Salis          |       | Rad-soc.      |                                |
| Loire                                                        | Loire            | Émile Girodet          |       | SI            | Décédé le 16 avril 1898        |
| Loire                                                        | Loire            | Edmond Charpentier     |       | SI            |                                |
| Marne                                                        | Marne            | Léon Mirman            |       | SI            |                                |
| Nièvre                                                       | Nièvre           | Claude Goujat          |       | Rad-soc.      |                                |
| Nord                                                         | Nord             | Jules Guesde           |       | POF           |                                |
| Nord                                                         | Nord             | Félix Defontaine       |       | SI            |                                |
| Pas-de-Calais                                                | Pas-de-Calais    | Émile Basly            |       | SI            |                                |
| Pas-de-Calais                                                | Pas-de-Calais    | Arthur Lamendin        |       | POF           |                                |
| Rhône                                                        | Rhône            | Valentin Couturier     |       | POF           |                                |
| Rhône                                                        | Rhône            | François Masson        |       | Rad-soc.      |                                |
| Seine                                                        | Seine            | Henri-Blaise Chassaing |       | Rad-soc.      |                                |
| Seine                                                        | Seine            | Alexandre Millerand    |       | SI            |                                |
| Seine                                                        | Seine            | Abel Hovelacque        |       | SI            | Démissionne le 23 octobre 1894 |
| Seine                                                        | Seine            | Alfred Gérault-Richard |       | SI            | Élu le 6 janvier 1895          |
| Seine                                                        | Seine            | Paschal Grousset       |       | SI            |                                |
| Seine                                                        | Seine            | Clovis Hugues          |       | SI            |                                |
| Seine                                                        | Seine            | Gustave Rouanet        |       | SI            |                                |
| Seine                                                        | Seine            | René Viviani           |       | SI            |                                |
| Seine                                                        | Seine            | Aimé Lavy              |       | FTSF          |                                |
| Seine                                                        | Seine            | Prudent Dervillers     |       | FTSF          | Décédé le 31 octobre 1896      |
| Seine                                                        | Seine            | Alexandre Girault      |       | SI            | Élu le 28 décembre 1896        |
| Seine                                                        | Seine            | Alexandre Avez         |       | POSR          | Décédé le 12 janvier 1896      |
| Seine                                                        | Seine            | Victor Renou           |       | POSR          | Élu le 23 février 1893         |
| Seine                                                        | Seine            | Pascal Faberot         |       | POSR          |                                |
| Seine                                                        | Seine            | Edmond Toussaint       |       | POSR          |                                |
| Seine                                                        | Seine            | Victor Dejeante        |       | POSR puis ACR |                                |
| Seine                                                        | Seine            | Arthur Groussier       |       | POSR puis ACR |                                |
| Seine                                                        | Seine            | Jules Coutant          |       | POSR puis CRC |                                |
| Seine                                                        | Seine            | Emmanuel Chauvière     |       | CRC           |                                |
| Seine                                                        | Seine            | Édouard Vaillant       |       | CRC           |                                |
| Seine                                                        | Seine            | Albert Walter          |       | CRC           |                                |
| Seine                                                        | Seine            | Marcel Sembat          |       | CRC           |                                |
| Seine                                                        | Seine            | René Chauvin           |       | POF           |                                |
| Tarn                                                         | Tarn             | Jean Jaurès            |       | SI            |                                |
| Haute-Vienne                                                 | Haute-Vienne     | Émile Labussière       |       | Rad-soc.      |                                |
| Guyane                                                       | Guyane           | Gustave Franconie      |       | SI            |                                |
| Députés socialistes nationaux membres du groupe Nationaliste |                  |                        |       |               |                                |
| Seine                                                        | Seine            | Ernest Roche           |       | CCSR          |                                |
| Seine                                                        | Seine            | Émile Goussot          |       | Soc. nat.     |                                |
| Seine                                                        | Seine            | Paulin-Méry            |       | Soc. nat.     |                                |
| Seine                                                        | Seine            | Pierre Richard         |       | Soc. nat.     |                                |

### VIIelégislature (1898-1902)
| Circonscription  | Circonscription  | Nom                 | Parti | Parti       | Notes                                 |
| ---------------- | ---------------- | ------------------- | ----- | ----------- | ------------------------------------- |
| Aisne            | Aisne            | Eugène Fournière    |       | SI          |                                       |
| Aude             | Aude             | Paul Narbonne       |       | SI          |                                       |
| Bouches-du-Rhône | Bouches-du-Rhône | Antide Boyer        |       | POF puis SI |                                       |
| Côte-d'Or        | Côte-d'Or        | Pierre Armand Vaux  |       | POF puis SI |                                       |
| Creuse           | Creuse           | Antonin Desfarges   |       | SI          |                                       |
| Gard             | Gard             | Marius Devèze       |       | SI          |                                       |
| Haute-Garonne    | Haute-Garonne    | Louis Calvinhac     |       | SI          |                                       |
| Gironde          | Gironde          | Antoine Jourde      |       | POF puis SI |                                       |
| Marne            | Marne            | Léon Mirman         |       | SI          |                                       |
| Nord             | Nord             | Félix Defontaine    |       | SI          |                                       |
| Pas-de-Calais    | Pas-de-Calais    | Émile Basly         |       | SI          |                                       |
| Pas-de-Calais    | Pas-de-Calais    | Arthur Lamendin     |       | POF puis SI |                                       |
| Rhône            | Rhône            | Pierre Colliard     |       | SI          |                                       |
| Saône-et-Loire   | Saône-et-Loire   | Jean Bouveri        |       | SI          | Élu le 18 août 1901                   |
| Seine            | Seine            | Alexandre Millerand |       | SI          | Nommé au gouvernement le 22 juin 1899 |
| Seine            | Seine            | Paschal Grousset    |       | SI          |                                       |
| Seine            | Seine            | Clovis Hugues       |       | SI          |                                       |
| Seine            | Seine            | Gustave Rouanet     |       | SI          |                                       |
| Seine            | Seine            | René Viviani        |       | SI          |                                       |
| Seine            | Seine            | André Berthelot     |       | SI          |                                       |
| Seine            | Seine            | Charles Gras        |       | SI          |                                       |
| Seine            | Seine            | Émile Dubois        |       | SI          |                                       |
| Seine            | Seine            | Jean Allemane       |       | POSR        | Élu le 17 février 1901                |
| Var              | Var              | Prosper Ferrero     |       | POF puis SI |                                       |

### VIIIelégislature (1902-1906)
| Circonscription                                 | Nom                         | Parti | Parti | Groupe en mai 1905       | Notes                    |
| ----------------------------------------------- | --------------------------- | ----- | ----- | ------------------------ | ------------------------ |
| Membres du groupe Socialiste parlementaire (SP) |                             |       |       |                          |                          |
| Ardennes                                        | Gaétan Albert-Poulain       |       | PSF   | Socialiste unifié        |                          |
| Ardennes                                        | Élysée Lassalle             |       | PSF   | Socialiste unifié        |                          |
| Aude                                            | Émile Aldy                  |       | PSF   | Socialiste unifié        |                          |
| Bouches-du-Rhône                                | Antide Boyer                |       | PSF   | Socialiste parlementaire |                          |
| Bouches-du-Rhône                                | Maximilien Carnaud          |       | PSF   | Socialiste unifié        |                          |
| Bouches-du-Rhône                                | Bernard Cadenat             |       | SI    | Socialiste unifié        |                          |
| Cher                                            | Jules-Louis Breton          |       | PSF   | Socialiste unifié        |                          |
| Côte-d'Or                                       | Jean-Baptiste Bouhey-Allex  |       | PSF   | Socialiste unifié        |                          |
| Côte-d'Or                                       | Étienne Camuzet             |       | SI    | Socialiste parlementaire |                          |
| Eure-et-Loir                                    | Maurice Viollette           |       | PSF   | Socialiste parlementaire |                          |
| Gard                                            | Marius Devèze               |       | SI    | Socialiste parlementaire |                          |
| Gard                                            | Ulysse Pastre               |       | PSF   | Socialiste unifié        |                          |
| Gard                                            | François Fournier           |       | PSF   | Socialiste unifié        |                          |
| Hérault                                         | Jean-Baptiste Bénézech      |       | SI    | Socialiste unifié        |                          |
| Loire                                           | Aristide Briand             |       | PSF   | Socialiste parlementaire |                          |
| Loire                                           | Edmond Charpentier          |       | SI    | Socialiste parlementaire |                          |
| Marne                                           | Léon Mirman                 |       | SI    | Socialiste parlementaire |                          |
| Nord                                            | Auguste-Robert Selle        |       | PSF   | Socialiste unifié        |                          |
| Pas-de-Calais                                   | Émile Basly                 |       | SI    | Socialiste unifié        |                          |
| Pas-de-Calais                                   | Arthur Lamendin             |       | SI    | Socialiste unifié        |                          |
| Rhône                                           | Pierre Colliard             |       | PSF   | Socialiste parlementaire |                          |
| Rhône                                           | Philippe Krauss             |       | PSF   |                          | Décédé le 2 octobre 1904 |
| Rhône                                           | Victor Augagneur            |       | PSF   | Socialiste parlementaire | Élu le 6 novembre 1904   |
| Saône-et-Loire                                  | Jean Bouveri                |       | SI    | Socialiste unifié        |                          |
| Seine                                           | Alexandre Millerand         |       | PSF   | Socialiste parlementaire |                          |
| Seine                                           | Paschal Grousset            |       | PSF   | Socialiste parlementaire |                          |
| Seine                                           | Clovis Hugues               |       | SI    | Socialiste parlementaire |                          |
| Seine                                           | Adrien Veber                |       | PSF   | Socialiste parlementaire |                          |
| Seine                                           | Henry Bagnol                |       | PSF   | Socialiste unifié        |                          |
| Seine                                           | Alexandre Cardet            |       | PSF   | Socialiste unifié        |                          |
| Seine                                           | Gustave Rouanet             |       | PSF   | Socialiste unifié        |                          |
| Seine                                           | Émile Dubois                |       | PSF   |                          | Décédé le 7 mai 1904     |
| Seine                                           | Jean Allemane               |       | PSF   | Socialiste unifié        |                          |
| Seine                                           | Adrien Meslier              |       | POSR  | Socialiste unifié        |                          |
| Seine                                           | Gabriel Deville             |       | PSF   | Socialiste parlementaire | Élu le 5 avril 1903      |
| Tarn                                            | Jean Jaurès                 |       | PSF   | Socialiste unifié        |                          |
| Var                                             | Prosper Ferrero             |       | PSF   | Socialiste unifié        |                          |
| Var                                             | Octave Vigne                |       | SI    | Socialiste unifié        |                          |
| Guadeloupe                                      | Alfred Léon Gérault-Richard |       | PSF   | Socialiste parlementaire |                          |